# John McNally (boxare)
John McNally, född 3 november 1932 i Belfast, död 4 april 2022 i Belfast, var en nordirländsk boxare, tävlande för Irland.
McNally blev olympisk silvermedaljör i bantamvikt i boxning vid sommarspelen 1952 i Helsingfors.